# Grochów (województwo lubuskie)
Grochów (niem. Grocho, łuż. Grochow) – wieś w Polsce położona w województwie lubuskim, w powiecie krośnieńskim, w gminie Gubin.
W latach 1975–1998 miejscowość administracyjnie należała do województwa zielonogórskiego.
Miejscowość położona 12 km na południowy wschód od Gubina nad rzeką Wełmicą przy drodze łączącej Gubin z Bobrowicami. Jest to wieś typu ulicówka XIV - XV wieku. Pierwszy raz o wsi wspomniano w dokumentach w 1588 roku. W okresie tym była to wieś wasali panujących władców na posiadłościach Forst - Brody. W roku 1816 majątek został podzielony między mieszkańców gminy. Obecnie znajdują się jeszcze jednopiętrowe domy z okresu XVIII wieku zbudowane z drewnianych pali. Od 2007 roku wieś posiada sieć wodną.